# Scherekino (Kudinzewo)
Scherekino (russisch Шерекино) ist eine Siedlung (am Bahnhof) in der Oblast Kursk in Russland. Sie gehört zum Rajon Lgow und zur Landgemeinde (selskoje posselenije) Kudinzewski selsowjet.

## Geographie
Der Ort liegt gut 65,5 km Luftlinie westlich des Oblastverwaltungszentrums Kursk im südwestlichen Teil der Mittelrussischen Platte, 3,5 km nördlich des Rajonverwaltungszentrums Lgow, 5 km vom Sitz des Dorfsowjet – Kudinzewo, 52 km von der Grenze zwischen Russland und der Ukraine, am Fluss Seim.

### Klima
Das Klima im Ort ist wie im Rest des Rajons kalt und gemäßigt. Es gibt während des Jahres eine erhebliche Niederschlagsmenge. Dfb lautet die Klassifikation des Klimas nach Köppen und Geiger.

## Bevölkerungsentwicklung
| Jahr | Einwohner |
| ---- | --------- |
| 2002 | 186       |
| 2010 | 171       |

Anmerkung: Volkszählungsdaten

## Verkehr
Scherekino liegt 6 km von der Straße regionaler Bedeutung 38K-017 (Kursk – Lgow – Rylsk – Grenze zur Ukraine), 2 km von der Straße 38K-042 (38K-017 – Lgow), an der Straße interkommunaler Bedeutung 38N-440 (Lgow – Kudinzewo) und neben dem Bahnhof Scherekino (Eisenbahnstrecke Nawlja – Lgow-Kijewskij) entfernt.
Der Ort liegt 148 km vom internationalen Flughafen von Belgorod entfernt.